# Vers Tombouctou : L’Afrique des explorateurs II
Pour les articles homonymes, voir L’Afrique des explorateurs.
Vers Tombouctou : L’Afrique des explorateurs II est une monographie illustrée sur l’histoire de l’exploration européenne de Tombouctou et de l’Afrique de l’Ouest, écrite par l’africaniste et l’historienne française Anne Hugon, et parue chez Gallimard, en 1994. Cet ouvrage est le 216e titre dans la collection « Découvertes Gallimard », et a été adapté en un film documentaire homonyme.
Cet opus est une suite de L’Afrique des explorateurs : Vers les sources du Nil, qui est paru en 1991, comme le 117e titre des « Découvertes ». Ensemble, ils forment une « mini-série » — L’Afrique des explorateurs — dans la collection. Bien que le tome précédent ait été traduit dans de nombreuses langues, ce tome n’est disponible qu’en français.

## Introduction
Cet ouvrage en format poche (125 × 178 mm) fait partie de la série Histoire (anciennement appartenant à la série Invention du monde) dans la collection « Découvertes Gallimard ». Selon la tradition des « Découvertes », cette collection repose sur une abondante documentation iconographique et une manière de faire dialoguer l’iconographie documentaire et le texte, enrichie par une impression sur papier couché ; autrement dit, « de véritables monographies, éditées comme des livres d’art ». C’est presque comme un « roman graphique », rempli de planches en couleurs.
Contrairement au tome précédent, L’Afrique des explorateurs : Vers les sources du Nil, sur les explorations du Nil et du Congo, l’autrice se concentre, dans cet ouvrage, sur Tombouctou et les voyageurs qui découvrent les puissantes dynasties de l’Ouest africain, tels que Mungo Park, reconnaît le fleuve Niger ; René Caillié entre à Tombouctou la « cité interdite » ; Hugh Clapperton explore le lac Tchad ; Heinrich Barth sillonne le Sahara, entre autres.

## Contenu

### Le corpus
- Pré-générique (p. 1–9, une succession d’illustrations pleine page, des lithographies d’Emminger (en) d’après les esquisses de H. Barth tirées de Voyage et Découvertes dans l’Afrique septentrionale et centrale, 1849–1855)
- Chapitre premier : « L’Afrique Occidentale à la veille des explorations » (p. 13–31)
- Chapitre II : « La ville et le fleuve : Tombouctou et le Niger » (p. 33–65)
- Chapitre III : « Du désert à la forêt » (p. 67–93)
- Chapitre IV : « De l’exploration à la conquête » (p. 95–127)

### Témoignages et documents
- Témoignages et documents (p. 129–165)
  - Mungo Park, un Écossais chez les Bambaras (p. 130–133)
  - Les chefs africains (p. 134–139)
  - Les mutations commerciales (p. 140–143)
  - Les religions africaines (p. 144–147)
  - La rivalité coloniale franco-anglaise (p. 148–151)
  - Alexine Tinné, une femme au Sahara (p. 152–153)
  - L’évolution des expéditions (p. 154–161)
  - Les abus de la conquête (p. 162–165)
- Chronologie (p. 166)
- Bibliographie (p. 167)
- Table des illustrations (p. 168–172)
- Index (p. 172–175)
- Crédits photographiques (p. 175)
- Table des matières (p. 176)

## Accueil
Le site Babelio confère au livre une note moyenne de 4,38 sur 5, sur la base de 4 notes. Sur le site Goodreads, le livre obtient une moyenne de 4,33/5 basée sur 3 notes, indiquant des avis généralement positifs.

## Adaptation documentaire
En 1999, en coproduction avec La Sept-Arte et Trans Europe Film, en collaboration avec Éditions Gallimard, réalisé l’adaptation de Vers Tombouctou : L’Afrique des explorateurs II, dirigée par Jean-Claude Lubtchansky, et diffusé sur Arte dans la case « L’Aventure humaine ». Après Il était une fois la Mésopotamie, Quand le Japon s’ouvrit au monde et Galilée, le messager des étoiles, c’est le quatrième film tourné par Jean-Claude Lubtchansky à partir de la collection « Découvertes Gallimard ».

### Fiche technique
- Titre : Vers Tombouctou : L’Afrique des explorateurs
- Titre allemand : Auf nach Timbuktu![9]
- Réalisation : Jean-Claude Lubtchansky
- Voix : François Marthouret, Yves Lambrecht et Richard Sammel[10]
- Sociétés de production : La Sept-Arte, Trans Europe Film et Éditions Gallimard
- Pays d’origine :  France
- Langue : français, doublage en allemand
- Durée : 52 minutes
- Date de sortie : 1999 sur Arte